# Li Xiangyu
Li Xiangyu, född 21 oktober 1985, är en friidrottare från Kina. Han deltog vid olympiska sommarspelen 2008.